# Marcell Jansen
Marcell Jansen (* 4. listopad 1985, Mönchengladbach, Německo) je bývalý německý fotbalista, který naposledy oblékal dres Hamburger SV a dlouhou dobu nastupoval i za německou reprezentaci. Hrál na pozici levého obránce.
S fotbalem začal v roce 1993 v rodném městě Mönchengladbach, v místním klubu Borussia. Do kádru prvního mužstva byl zařazen v roce 2004, ale v roce 2007 Borussia sestoupila do 2. Bundesligy. Proto v další sezoně přestoupil do Bayernu Mnichov, se kterým vyhrál Bundesligu a Německý fotbalový pohár. V srpnu 2008 přestoupil za 8 milionů eur do klubu Hamburger SV, se kterým podepsal smlouvu na 5 let.
Po skončení aktivní kariéry působil od roku 2018 ve vedení HSV, kde zastával funkci v klubovém představenstvu a později se ujal funkce klubového ředitele.

## Úspěchy
Klub:
- Bundesliga – vítěz (2008)
- Německý fotbalový pohár – vítěz (2008)
- Německý fotbalový superpohár – vítěz (2007)

Reprezentace:
- Konfederační pohár FIFA – 3. místo (2005)
- Mistrovství světa ve fotbale – 3. místo (2006, 2010)
- Euro 2008 – 2. místo (2008)